# Oscar Ferrari
Oscar Ferrari, seudónimo de Oscar Samuel Rodríguez de Mendoza (Buenos Aires, 9 de agosto de 1924 - ibídem, 21 de agosto de 2008), fue un cantor de tangos argentino. De baja estatura y potente voz, tuvo una vasta trayectoria como cantor en diversas orquestas y también se dedicó a la docencia y escribió un libro de recuerdos.

## Primeros años
Oscar Ferrari era el hijo único de una pareja de bailarines que actuaba en los teatros de variedades, el padre se llamaba Roberto y la madre María Antonia, por lo cual desde pequeño asistió a las funciones desde las bambalinas de los teatros de revistas de Buenos Aires más importantes de Buenos Aires, tales como el Maipo y El Nacional, adonde era llevado por sus padres al no tener con quién dejarlo y fue así que a la edad de 4 años ya debutaba cantando un tango en la compañía de Arturo De Bassi. Su padre falleció a los 28 años de edad y su madre se fue a vivir al barrio obrero de Barracas.

## Su actividad como cantor
Ferrari, que era bajo de estatura y tenía un nítido registro de tenor agudo y lírico comenzó a trabajar muy joven y después de una breve actuación en la orquesta de Atilio Felice, ingresó en 1943 a la Típica Gómez hasta que al participar ese mismo año en un concurso de radio el director Juan Caló lo escuchó cantar Alma de bohemio y lo contrató. En 1945 pasó a la orquesta que dirigía el violinista Alfredo Gobbi, luego actuó en el conjunto Los Cantores de América, junto con el guitarrista Adolfo Berón y Alberto Suárez Villanueva en el piano. Más adelante entró a la orquesta de Edgardo Donato con la que interpretó el que sería uno de sus grandes éxitos, el tango Galleguita de Horacio Pettorossi y Alfredo Navarrine. Fue así que actuó en el café Marzotto de la calle de Corrientes, en el Tango Bar, el Chantecler y el Marabú.
Tras un corto paso por la orquesta de Astor Piazzolla integró la orquesta de José Basso haciendo pareja primero con el inolvidable Francisco Fiorentino y luego con Jorge Durán, para pasar después a la de Armando Pontier en la cual hacía dúo con Julio Sosa. Uno de sus grandes éxitos fue su interpretación del tango Venganza de Rubistein en la orquesta de José Basso, del que se vendieron cuatro millones de discos en la primera impresión. Cuando Ferrari ingresó a la orquesta para reemplazar a Ricardo Ruiz, tomó ese tango, que aquel interpretaba con un estilo fresediano y le imprimió una característica diferente «con un poquito más de barro, un poquito más de arrabal» según describe Ferrari, y cuando decía «morí como un perro», la frase prendió en la gente y tanto es así que en el año 1950 se vendieron cuatro millones de discos.
Trabajó luego como solista e hizo giras artísticas en el interior del país y en el exterior y en 1970 vuelve a integrar la orquesta de Armando Pontier y en 1973 la de Leo Lipersker, para luego retomar su carrera como solista. En año 1995 se incorpora a la orquesta de Beba Pugliese, con quien tiene oportunidad de actuar en París. A partir de 1997 vuelve a presentarse como solista, acompañado a veces por el bandoneonista Carlos Missorini a la vez que da clases de canto en la Escuela Argentina de Tango.
En los últimos 35 años se dedicó a la enseñanza y además escribió el libro Historias de cabaret, prologado por Julián Centeya, donde relata su experiencia en cabarés del interior, Versos de amor y barricada y A mis colegas, en el que traza con un enfoque humano y fraterno la semblanza de varios compañeros de profesión
Integró el elenco de "La Fama es puro Cuento" en la esquina "Homero Manzi" (2004/5) Junto a Delfor Medina, Silvia Peyrou, Gaby "la voz sensual del tango", Francisco Llanos y Tito Reyes, con libro del escritor balcarceño José Valle
junto a un gran elenco de tangueros veteranos en la película documental Café de los maestros (2008) dirigido por Miguel Kohan y en el disco Café de los Maestros Vol. 1 y 2 (2005) producido por Gustavo Santaolalla, en el que registró Será una noche.
También participó en la película La cantante de tangos del bahiense Diego Martínez Vignatti, todavía no estrenada.
Ferrari fue distinguido con la «Orden del Porteño», el «Discepolín de Oro», el «Homero Manzi de Oro» y en diciembre del año 2002 recibió de la Academia Porteña del Lunfardo el «Diploma a la Gloria del Tango». La ley n*2193 de la Ciudad Autónoma de Buenos Aires del 5 de diciembre de 2006 declaró «Personalidad Destacada de la Cultura de la Ciudad Autónoma de Buenos Aires» al «Profesor Oscar Ferrari».

## Reportaje a Oscar Ferrari
Decía en un reportaje reciente:

Pensar que había tantos muchachos talentosos pero que no pegaron un tema y desaparecieron. Yo tuve suerte de encontrarme con Venganza. A mí mucho el tema no me gustaba, pero vendió como cuatro millones de copias. Yo no vi un centavo pero me permitió vivir hasta ahora. Para mí a la gente le gustaba esa frase que dice: «Esta es mi venganza, gritó como fiera / morí como un perro, como lo que sos».

Respecto de su actividad docente afirmó: «Antes la escuela era la orquesta y la noche, ahí aprendías todos los secretos. Lo importante es que los pibes sigan con el tango porque así la historia continúa. Nosotros no le podemos decir cómo expresarse porque lo nuestro era otra época, hermosa, pero otra época. Ahora los chicos sienten distinto y está bien. A mí lo único que me interesa es que sigan con el tango. Nosotros ya estamos hechos».
Está agradecido al tango: «Nosotros pertenecemos a una generación que vivió la época dorada. Pero a pesar de que hubo épocas bravas, el tango siempre me dio de comer. Cuando me llamaron para el Café de los Maestros venía de hacer una temporada de dos meses en el subsuelo del Social Rivadavia de Mar del Plata. No estaba diez como a mí me gusta, pero no me faltaron recursos después de tantos años de oficio».
Acerca del espectáculo final de Café de los Maestros llevado a cabo en el Teatro Colón de Buenos Aires agregó: «Más que una reivindicación lo vivo como la culminación de toda una trayectoria. Yo debuté en 1943 con Juan Caló. Llevo más de 63 años con el tango y jamás en la vida me hubiera imaginado que iba a subir al escenario del Colón. Este es para mí el punto más alto de tantos años en el tango. Después de esto ¿qué más?».
Oscar Ferrari padecía una afección gástrica producto de una enfermedad terminal, por la que había sido operado en febrero último. No pudo recuperarse y falleció en Buenos Aires el 21 de agosto de 2008, luego de una internación en el sanatorio Güemes de esta ciudad.